# Vortici d'estremità d'ala

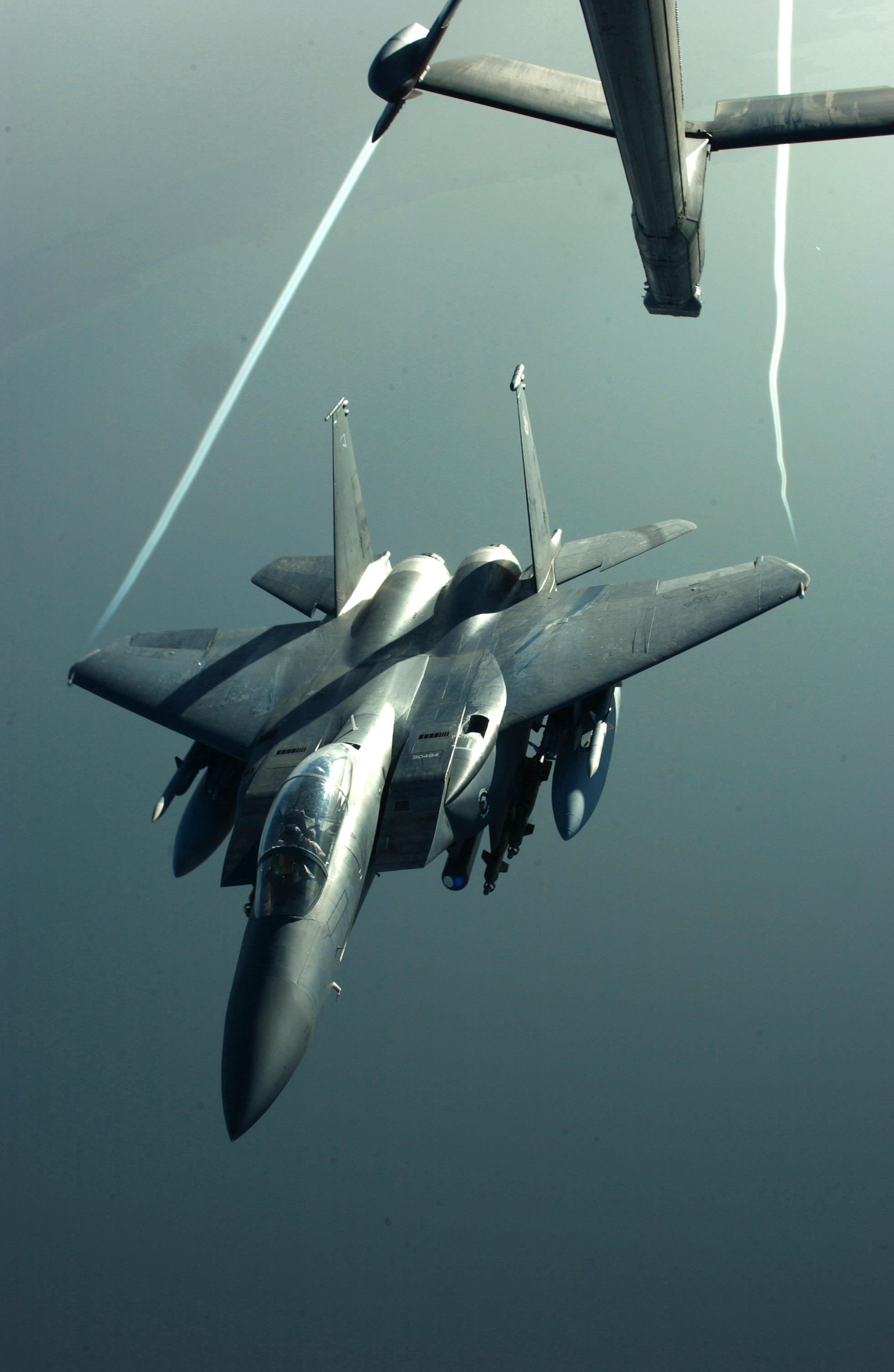
Vortici d'estremità d'ala di un F-15E

I vortici di estremità d'ala sono regioni di alta vorticità che si sviluppano alle estremità di un'ala di un aereo durante il suo movimento in un fluido (generalmente l'aria, ma anche l'acqua, ad esempio nel caso dei timoni dei sottomarini).
Questi vortici sono una forma di resistenza indotta, un effetto collaterale inevitabile delle ali portanti, dovuto proprio al meccanismo di generazione della portanza. Il progetto di un'ala con vortici di forma opportuna è molto importante nell'ingegneria aerospaziale. I vortici di estremità d'ala inoltre sono responsabili della gran parte della turbolenza di scia, causata appunto dalla scia che lascia dietro di sé l'ala.

## Cause ed effetti

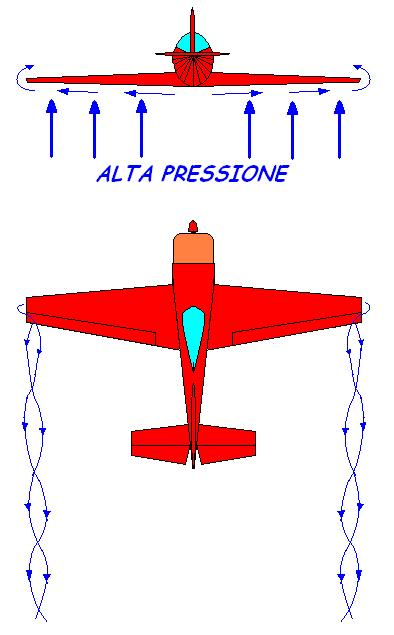
Andamento della circuitazione d'aria attorno al velivolo con conseguente formazione di vortici alle estremità alari.

Quando un'ala si muove in un fluido, e per semplificare prenderemo il caso dell'aria, essa genera una forza aerodinamica di portanza attraverso la creazione di una differenza di pressione fra dorso (parte superiore) e ventre (parte inferiore) dell'ala stessa. La portanza è una somma di forze di pressione, e non una singola forza. I fluidi sono costretti a muoversi da zone di alta pressione a zone di bassa pressione, cosicché l'aria che si trova ad alta pressione sotto l'ala tende a muoversi verso il dorso dell'ala, che è una zona a pressione più bassa. 
Poiché questo non può farlo passando davanti al bordo d'attacco (la parte anteriore dell'ala), né dietro il bordo d'uscita (la parte posteriore dell'ala), a causa della direzione della velocità dell'aria stessa, essa tenderà a passare attorno alle estremità, muovendosi nella direzione dell'asse longitudinale dell'ala stessa. Di conseguenza, l'aria si muove in maniera circolare dal ventre al dorso dell'ala, passando attorno alle sue estremità. Questo meccanismo fa sì che si abbassi la pressione sul ventre d'ala, aumentando quella sul dorso dell'ala stessa, e così diminuendo la capacità portante dell'ala stessa. Inoltre produce un flusso d'aria indotto nella direzione longitudinale dell'ala, che curva le linee di flusso dell'aria verso l'interno dell'ala.
I vortici d'estremità d'ala riguardano soltanto la porzione di essa più vicina all'estremità. Dunque, più l'ala è allungata, minore sarà l'intensità dei vortici necessaria a produrre una data portanza (che deve essere pari al peso moltiplicato per il fattore di carico). L'allungamento alare, anche detto aspect ratio, e cioè il rapporto fra la lunghezza dell'ala e la sua corda, è un parametro importante dunque per controllare l'intensità dei vortici di estremità. Fare ali d'allungamento elevato riduce la resistenza aerodinamica indotta, ma aumenta il peso strutturale dell'ala, e diminuisce la manovrabilità del velivolo stesso.
Un altro metodo per ridurre la resistenza indotta, e quindi il consumo di carburante, è l'utilizzo delle cosiddette winglets, come si vede in molti aeroplani di nuovo progetto come l'Airbus A340, A380 o il Boeing 747. Le winglets incoraggiano il vortice avvolgente l'ala (bound vortex) ad abbandonare l'ala alle estremità (e non in altri punti lungo il suo asse, in quanto solo la parte di ala interessata dal bound vortex genera portanza) e aumentano l'allungamento alare senza produrre ulteriori ingombri longitudinali. Un'ala sufficientemente allungata è in grado infatti di produrre la dovuta portanza senza generare vortici troppo intensi. I vortici, sebbene assolutamente indispensabili per generare portanza, possiedono un'energia cinetica che viene poi dissipata per attrito viscoso nell'atmosfera circostante una volta abbandonata l'ala sotto forma di vortici di estremità (wake vortex). Questo dispendio di energia cinetica altro non è che la resistenza indotta.
Dal momento che i vortici d'estremità producono una zona di bassa pressione al loro centro, talvolta le particelle di vapore d'acqua precipitano qui e, condensando, rendono visibili questi vortici di estremità. Questo succede in particolar modo nelle manovre ad alti g (e cioè ad alta portanza), come le manovre di virata stretta o di cabrata violenta.

## Pericoli dei vortici
I vortici d'estremità d'ala possono anche produrre pericoli piuttosto seri per aeroplani leggeri, specialmente durante le fasi di decollo ed atterraggio, nelle quali c'è maggior probabilità di incappare nella scia di un aereo passato lì precedentemente, e che non si è ancora estinta. È vero infatti che tali vortici perdurano piuttosto a lungo, per questo i regolamenti proibiscono che aerei decollino e atterrino da una stessa pista senza un margine di tempo adeguato (intorno ai 2 o 3 minuti).
L'intensità dei vortici è proporzionale alla portanza generata, e quindi al peso del velivolo, ed è inversamente proporzionale all'allungamento alare ed al quadrato della velocità. Dunque vortici molto intensi possono essere generati da aerei molto grandi in fase di decollo. I grandi aeroplani da trasporto civile, come il Boeing 747, possono produrre vortici delle dimensioni caratteristiche di un piccolo aereo da diporto. Se dunque in fase di decollo un piccolo aereo è preceduto da uno grande, c'è il rischio che i vortici prodotti da quest'ultimo possano generare raffiche di scia tanto intense da sbattere improvvisamente in terra il piccolo aereo, senza nessuna possibilità di controllo. Addirittura questi vortici possono ribaltare completamente un piccolo aeroplano. Ovviamente in fase di decollo il pilota, a causa dell'altitudine insufficiente, non può rimediare a questi avvenimenti.
I vortici, dopo il passaggio del velivolo, si allargano fino al doppio dell'apertura alare e, se in quota, scendono circa 200 ft (60 m) prima di svanire.
I vortici causati dagli elicotteri non sono ancora stati studiati approfonditamente, ma sono comunque molto forti, tanto che se l'elicottero volando indietro incontra il proprio vortice, può precipitare.

## Traiettoria dell'ala e Vortici
I vortici di estremità d'ala si formano quando l'ala si muove in linea retta e implicano che esista una componente della forza perpendicolare alla direzione del moto, che sposta un volume d'aria dal basso verso l'alto con velocità Vz.

Vortici su un'ala con moto in linea retta.

Siccome la velocità è una grandezza vettoriale, nel caso di un'ala che si muove nel piano cartesiano YZ con la componente della velocità sull'asse Z uguale alla velocità di risalita dell'aria Vz, sull'estremità dell'ala non ci saranno flussi di aria dal ventre al dorso e non si formeranno vortici di estremità d'ala. 

Ala con moto nel piano YZ.

Pertanto si può concludere che per un'ala in movimento con una componente della velocità uguale alla velocità dell'aria dal ventre verso il dorso, l'allungamento alare non ha influenza sulla Resistenza e sulla Portanza dell'ala. 
Le proprietà dei profili alari in moto non rettilineo sono utilizzate nelle ruote a turbina per i veicoli a trazione.